# 창덕궁 이문원 측우대
창덕궁 이문원 측우대(昌德宮 摛文院 測雨臺)는 서울특별시 종로구 국립고궁박물관에 있는, 조선시대 1782년(정조 6) 정조의 명에 의해 창덕궁 규장각의 부속 건물인 이문원(摛文院) 앞에 설치되었던 천문지리기구이다. 2020년 2월 27일 대한민국의 국보 제331호로 지정되었다.

## 지정 사유
국보 제331호 '창덕궁 이문원 측우대(昌德宮摛文院測雨臺)'는 1782년(정조 6) 정조의 명에 의해 창덕궁 규장각의 부속 건물인 이문원(摛文院) 앞에 설치되었던 것으로, 이는 측우대 좌우 네 면에 새겨진 '측우기명(測雨器銘)'과 19세기 궁궐그림인 <동궐도(東闕圖)>를 통해 확인된다. <동궐도>에는 이문원 앞뜰에 받침돌 없이 놓인 것으로 그려진 측우대 한 기가 그려진 것을 볼 수 있는데 이것이 바로 ‘창덕궁 이문원 측우대’이다.
석재는 조선시대 왕실유물에 많이 쓰인 대리석(당시는 대리암으로 불림)으로, 잘 다듬어 유려하게 새긴 글씨 또한 중앙의 장인이 제작했음을 보여준다. 이문원 측우대는 1910년경까지 원래 자리에 있다가 이후 경성박물관으로 옮겨졌고 창경궁 명정전, 덕수궁 궁중유물전시관을 거쳐 현재 국립고궁박물관에 소장되어 있다.
측우대의 겉면에 새겨진 '측우기명'은 '내각일력(內閣日曆)' 1782년 9월 14일 기사와 '한경지략(漢京識略)'에도 수록되어 있어 전체 내용을 확인할 수 있다. 명문은 창덕궁 이문원에 측우기를 세우게 된 연원과 그 중요성에 대한 내용으로, 다음의 중요한 몇 가지 사실을 알려준다. 첫째, 측우기는 세종 24년에 구리로 주조하였으며 높이 1자 5치(1척 5촌), 직경 7치라는 사실, 둘째, 1770년(영조 46)에 세종 대의 제도를 따라 측우기를 만들고, 창덕궁, 경희궁, 팔도(八道), 강화부, 개성부에 설치하였다는 사실, 셋째, 1782년(정조 6) 여름에 기우제(祈雨祭)를 지낸 후 비가 내렸고 정조의 명으로 규장각 이문원 뜰에 측우기를 설치하였다는 사실이다.
이러한 명문을 통해 ‘창덕궁 이문원 측우대’는 기우제를 통한 특별한 소망의 대상으로 제작되었을 뿐 아니라 세종 조에 시작한 조선 측우기 제도가 영조 대에 이르기까지 그대로 계승되고 있다는 사실을 구체적으로 실증(實證)해주는 유물이라고 평가할 수 있다.
국보 제331호 '창덕궁 이문원 측우대'는 1442년(세종 24) 조선에서 농업에 활용하고자 세계 최초로 측우기와 측우대를 제작한 이후 조선 후기에도 전통이 면면이 이어져왔음을 보여주는 유물로서, '공주 충청감영 측우기', '대구 경상감영 측우대'와 함께 국보로 지정해 우리나라 전통과학의 우수성과 그 위상을 국내외에 널리 알릴 가치가 충분하다.

## 같이 보기
- 측우기
- 공주 충청감영 측우기 - 국보 제329호
- 대구 경상감영 측우대 - 국보 제330호

## 참고 자료
- 창덕궁 이문원 측우대 - 국가유산청 국가유산포털